# ボルドー条約 (1243年)
ボルドー条約（ボルドーじょうやく、英語: Treaty of Bordeaux）は1243年4月7日にイングランド王ヘンリー3世とフランス王ルイ9世の間で締結されたサントンジュ戦争の停戦協定。停戦協定の期限は5年だったが、英仏間の紛争は解決せず、以降も緊張状態が続いた。